# ابهام (آرایه ادبی)
ٰ
ابهام یکی از آرایه‌های ادبی در زبان فارسی است، که به هر کلمه، اصطلاح، عبارت، جمله یا متنی که در هنگام خوانش، به‌درستی و با قطعیّت فهمیده نشود و ذهن مخاطب را به بی‌معنایی، چند معنایی، یا به معنایی نامتعارف یا فراتر از صورت آشنا و معمول خود دلالت دهد، اشاره دارد.
ابهام، نوعی اختلال در ایجاد معنا به‌هنگام برقراری ارتباط بین متن و مخاطب است. اگر چه ممکن است، بسیاری از این اختلال‌ها پس از اندکی دقّت برطرف شوند، امّا همان فرصت اندک نیز که مخاطب در دست‌یابی به معنا دچار درنگ می‌شود نوعی اختلال در یک رابطه سرراست و مستقیم محسوب می‌شود که در یک ارتباط بی‌ابهام مطلقاً وجود ندارد.
ابهام با شرکت دادن خواننده در آفرینش معنا، نوعی تعامل میان خواننده و متن ایجاد می‌کند و از آن جا که خوانندگان را در طول تاریخ به واکنش وامی‌دارد، پیوسته امکان گفت‌وگوی نسل‌های مختلف با متن فراهم می‌آید».

## انواع ابهام از نظر دستور زبان
یکی از دلایل توجّه و توجیه تمایز بین ژرف‌ساخت و روساخت در زبان وجود جمله‌های مبهم است. همه جمله‌های مبهم از یک نوع نیستند. ابهام در یک گروه از جمله‌ها از نوع «واژگانی» است؛ چون بعضی از کلمات بیش از یک معنا دارند. مثل شانه در جمله «شانه او را شکست»، که هم به معنی کتف می‌تواند باشد و هم به معنی وسیله آرایش کردن مو. و دوم ابهام از نوع «سازه‌ای» در گروه دیگری از جمله‌ها؛ «به این معنی که یک سازه را می‌توان بیش از یک جور تقطیع و طبقه‌بندی کرد. مثل گروه اسمی «زن و مرد جوان» که ابهام موجود در آن، ریشه در این حقیقت دارد که «جوان» را هم می‌توان صفت «مرد» دانست و هم صفت «زن و مرد» هر دو. و نوع سوم، «ابهام گشتاری» است. در این گونه از ابهام‌ها به‌دلیل آن که دو ژرف‌ساخت متفاوت پس از انجام گرفتن یک دسته گشتار، روساخت واحدی پیدا می‌کنند، حاصل این فرایند، به یک واحد ابهام‌دار تبدیل می‌شود. برای مثال جمله «تنبیه حسن بی‌مورد بود» را می‌توان نمونه آورد، که مخاطب را با دو معنای متفاوت مواجه می‌کند: تنبیه کردن حسن بی‌مورد بود؛ و تنبیه شدن حسن بی‌مورد بود.